# Lutherplatz (Görlitz)
Der Lutherplatz ist ein langgestreckter Stadtplatz in der Görlitzer Innenstadt. In den Adressbüchern bis 1886 findet der Platz noch keine Erwähnung. Erst im Adressbuch von 1889 steht der Name Dresdener Platz, wie der Platz damals hieß. Auf einem Stadtplan von 1891 wurde der Platz dann auch kartographisch erfasst.
Im Jahr 1885 fand auf dem Areal des späteren Platzes die Gewerbe- und Industrieausstellung statt. Sie beflügelte auch den Häuserbau in der Nachbarschaft.

## Lage
Der Platz wird im Osten durch die Kröl- und im Westen durch die Landeskronstraße begrenzt. Zwischen diesen beiden Straßen erstreckt sich der Platz gleich einem schmalen Band. Im Norden befindet sich der Drachenfels, auf dem die Lutherkirche mit dem Lutherdenkmal steht. Östlich der Kirche schließen sich die Gebäude des einstigen Zentralhospitals an, die heute als Kindergarten bzw. Altenheim genutzt werden. Lediglich auf der Südseite des Platzes erstreckt sich eine durchgängige Wohnbebauung.

## Geschichte
Bereits 1883 regte der städtische Gewerbeverein eine solche Ausstellung an und bildete ein zehnköpfiges Komitee zu deren Vorbereitung. Der damalige Oberbürgermeister Clemens Reichert, Kämmerer Laurisch und der Ingenieur Richard Lüders standen dem Komitee vor. Für die Ausstellung auf dem späteren Dresdener Platz projektierten die Berliner Architekten Wilhelm Cremer und Richard Wolffenstein sowie der Leipziger Härtel die Hallen und die Pavillons. Im Frühjahr des Jahres 1885 war das Gelände weitgehend fertiggestellt. Neben den Ausstellungsräumlichkeiten wurden Gartenanlagen, Teiche, Springbrunnen und ein Wasserfall gebaut. Auch der Drachenfels, auf dem einige Jahrzehnte später die Lutherkirche erbaut wurde, wurde in das Ausstellungsgelände mit einbezogen.
Am 14. Mai des gleichen Jahres wurde die Ausstellung feierlich eröffnet. Auf der Messe präsentierten 1424 Aussteller ihre Waren. Unter ihnen befanden sich auch Österreicher, Schweizer und sogar Amerikaner. Über eine Million Besucher kamen in den 136 Ausstellungstagen bis zum Ende am 27. September 1885. Die Gebäude wurden nach dem Ende der Ausstellung alle bis auf eine Ausnahme abgebrochen. Der Aussichtsturm wurde auf Bitten des Riesengebirgsvereins auf dem Weinberg aufgestellt. Nach dem Abbruch der Ausstellungsgebäude entwickelte sich rund um das ehemalige Ausstellungsgelände eine rege Bautätigkeit auf den umliegenden Straßen und Plätzen.
In den Jahren 1975/1976 wurde das Viertel Lutherplatz/Leipziger Straße als eines der wenigen Gründerzeitviertel zu DDR-Zeiten saniert. Bei der anschließenden Kosten-Nutzen-Rechnung stellte man fest, dass die Kosten pro Wohnung für die Sanierung von Altbauten nicht befriedigend waren und mit modernen Montageverfahren des DDR-Wohnungsbaus nicht konkurrieren konnten. Die Neubautätigkeit überflügelte in der Folgezeit die Sanierung von Altbauten bei weitem. Die letzte Erneuerung erfuhr der Platz in den Jahren 2007 und 2008. Er wurde mit neuen Bäumen bepflanzt und erhielt eine modern ausgestattete Spiellandschaft auf der Westseite des Platzes.

## Lutherkirche und -denkmal

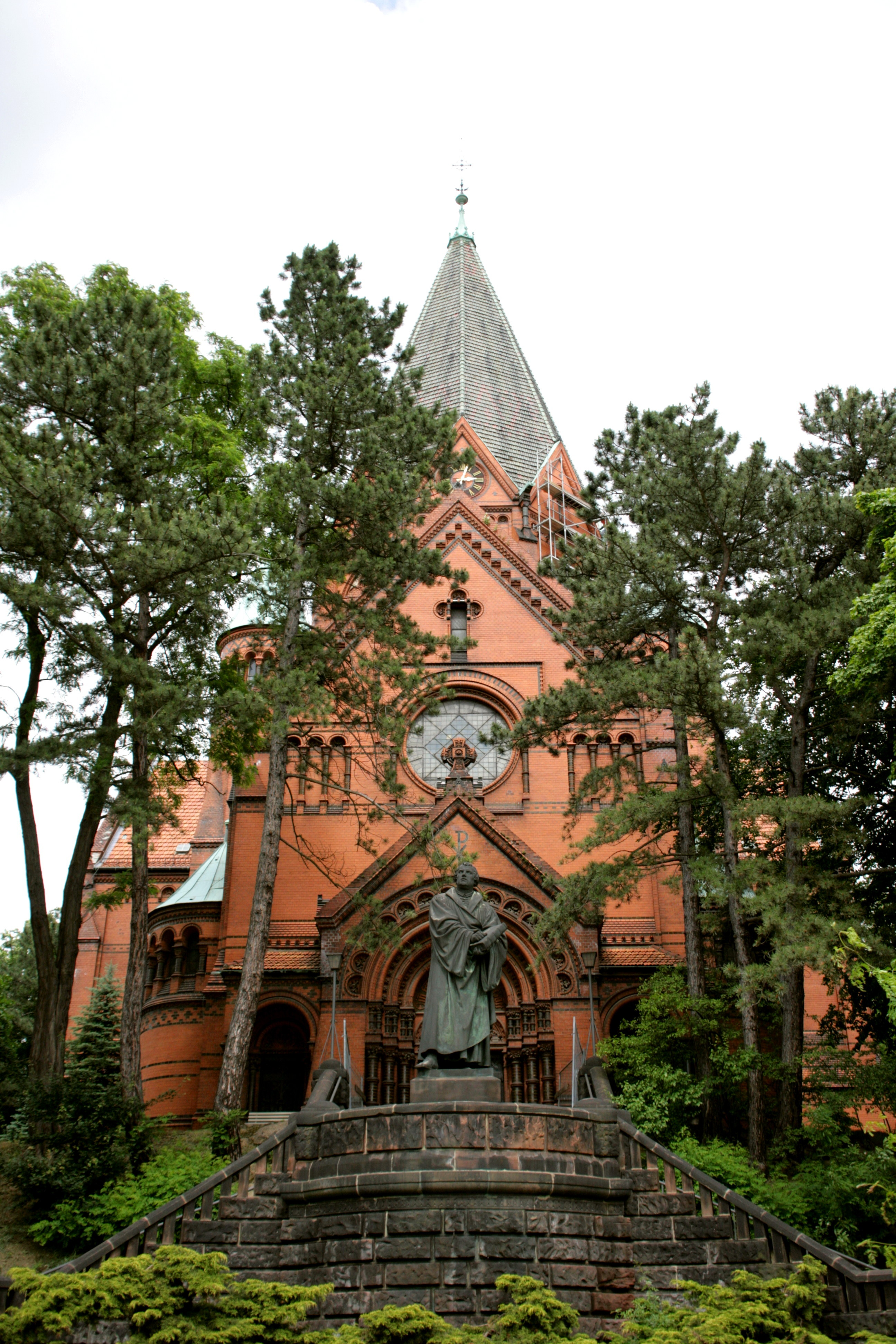
Die Lutherkirche und das Lutherdenkmal

Die Lutherkirche wurde zwischen 1898 und 1901 von den Architekten Arno Eugen Fritsche und Adolf Cornehls im neuromanischen Stil auf dem Drachenfels für die evangelische Gemeinde errichtet. Der Zentralbau mit einem kreuzförmigen Grundriss hat eine Turmhöhe von 58 Metern.
Am Aufgang zur Kirche vom Lutherplatz befindet sich das Lutherdenkmal. Es wurde am 21. Juni 1904 als erstes schlesisches Lutherdenkmal enthüllt. Bei dem Bronzedenkmal handelt es sich um einen Nachguss des Wormser Lutherdenkmals von Ernst Rietschel. Die Statue wurde 1942 für Rüstungszwecke abmontiert und eingeschmolzen. 1981 wurde in Aumühle bei Hamburg ein Förderverein zur Wiederbeschaffung des Lutherdenkmals gegründet. Kurze Zeit später fand sich die Gussform des Denkmals in der Gießerei in Lauchhammer wieder. Der Verein sammelte 70.000 Mark und ließ die Gussform restaurieren und setzte sich anschließend für den Neuguss des Denkmals ein. Zum 500. Geburtstag Martin Luthers am 30. Oktober 1983 erfolgte die feierliche Enthüllung des neuen Denkmals an seinem alten Standort vor der Lutherkirche.

## Denkmal für das Konzerthaus in der Leipziger Straße
Das Denkmal erinnert an das einstige Konzerthaus auf der Leipziger Straße und an die Sanierung des Viertels zwischen Lutherplatz und Leipziger Straße zu DDR-Zeiten. Es befindet sich in einer Baulücke auf der Südseite des Platzes in Richtung Krölstraße. Die Inschrift auf dem Denkmal lautet wie folgt:

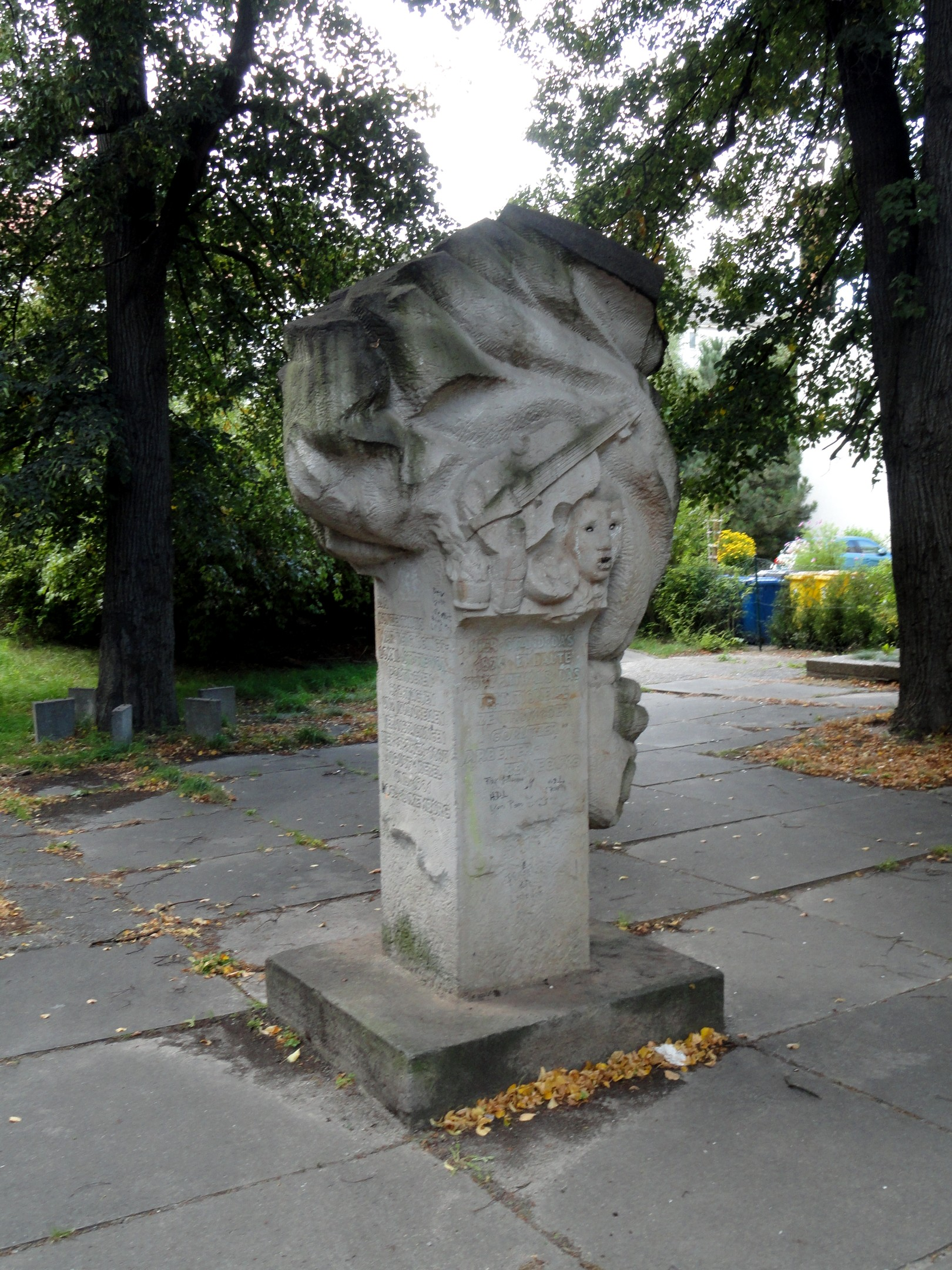
Denkmal für das Konzerthaus in der Leipziger Straße

| Nordseite       |
| HIER•STAND•DAS  |
| 1876•ERBAUTE    |
| KONZERTHAUS•DAS |
| TRADITIONELLE   |
| ZENTRUM•DER     |
| GÖRLITZER       |
| ARBEITER-       |
| BEWEGUNG        |

| Ostseite         |
| DAS              |
| KONZERTHAUS      |
| WAR•VERGNÜGUNGS- |
| LOKAL•STÄTTE•VON |
| POLITISCHEN•     |
| SPORTLICHEN      |
| UND KULTURELLEN  |
| VERANSTALTUNGEN  |
| HIER•SPRACH•1895 |
| AUGUST•BEBEL     |
| UND•1901         |
| ROSA•LUXEMBURG   |

| Südseite            |
| IN•DEN              |
| JAHREN•1975–1984    |
| WURDEN•DIE•WOHN-    |
| GEBÄUDE•ZWISCHEN    |
| LUTHERPLATZ•UND     |
| LEIPZIGER STRASSE   |
| ALS•STÄDTEBAULICHES |
| ENSEMBLE            |
| REKONSTRUIERT       |